# Torre d'aigua de Bergedorf

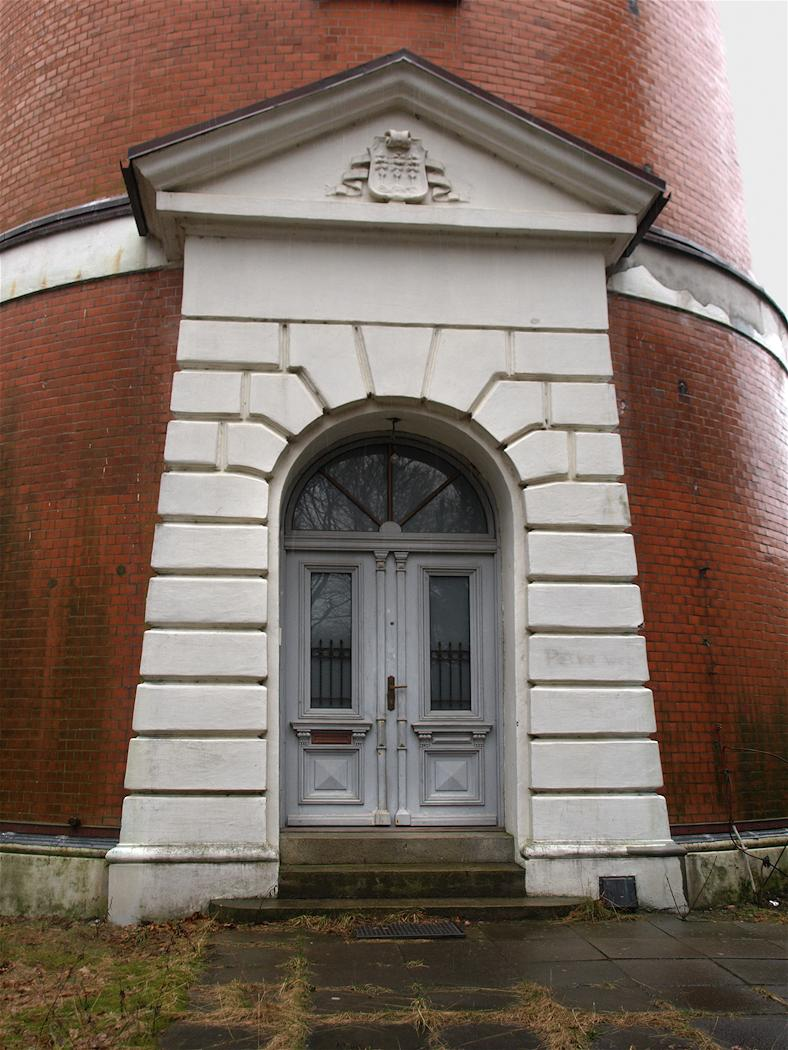
El portal

La Torre d'aigua de Bergedorf (en baix alemany Bärdörper Watertoorn) és una torre d'aigua al barri de Bergedorf a l'estat i ciutat d'Hamburg a Alemanya, dissenyada per l'arquitecte Carl Friedrich Dusi. Va inaugurar-se el 1903 i va funcionar fins al 1973. És un edifici rotund de 31 m d'altitud. Està construït de maons amb un portal en estil neoclàssic amb l'escut de Bergedorf a l'arquitrau.
El 1983 una persona va adquirir l'edifici i transformar-lo en habitació. La cisterna va ser mantingut i transformada en dues habitacions semicirculars. Des del 1986 és un monument llistat.

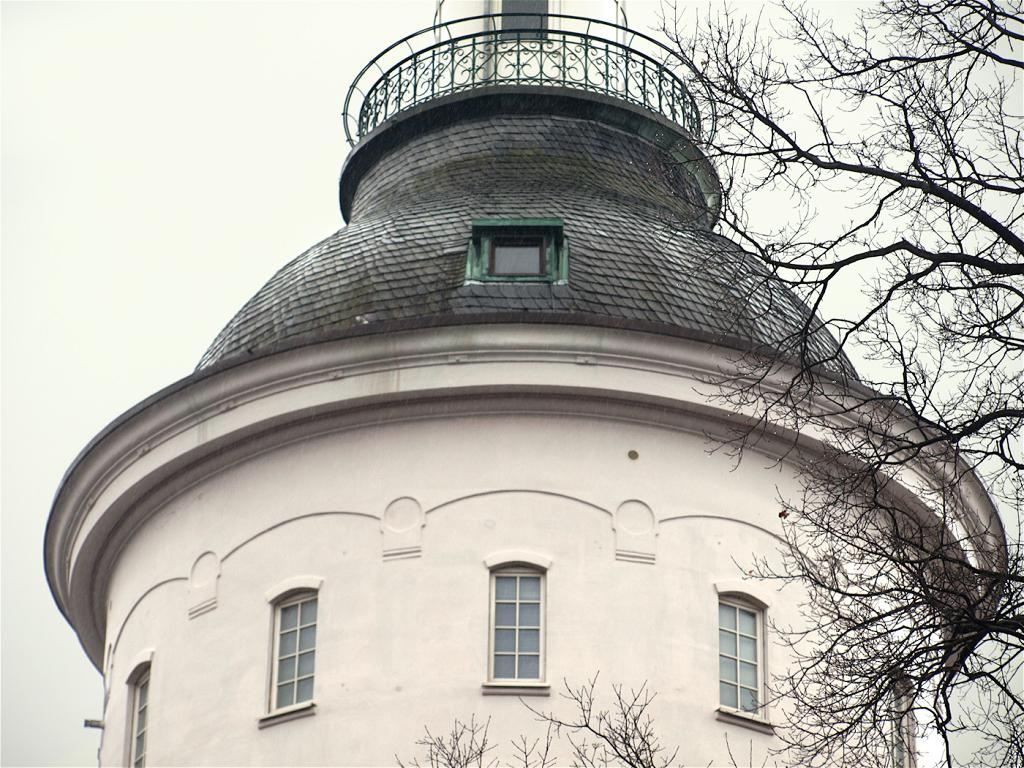
Cim
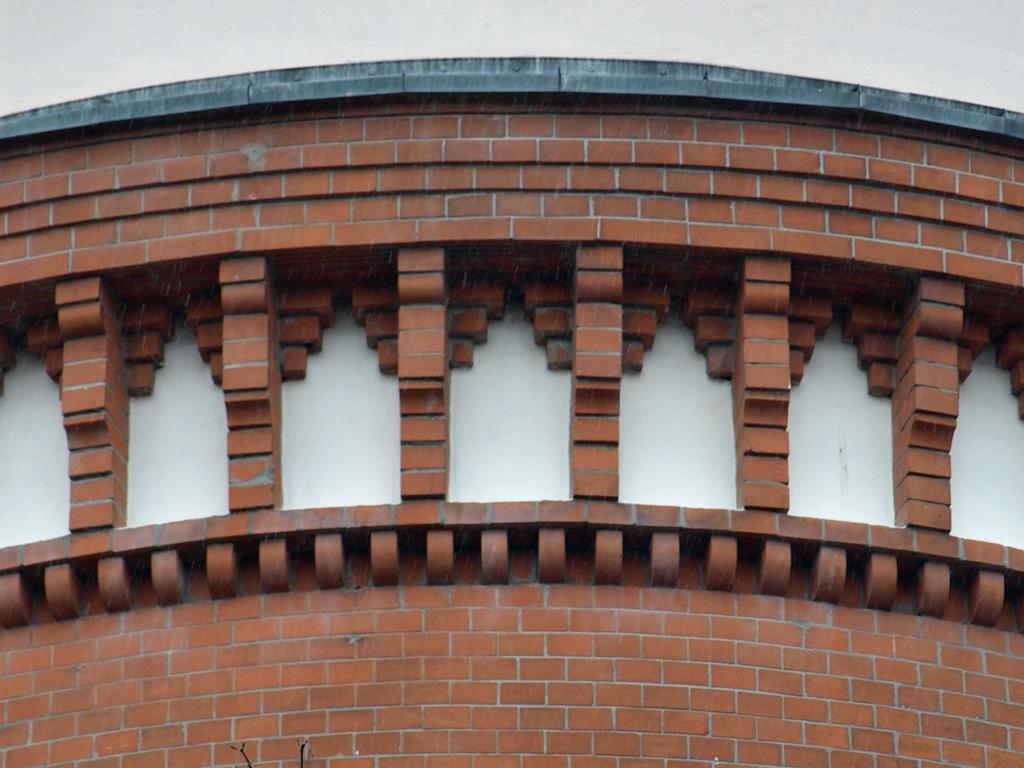
Maçoneria decorativa sota la cisterna